# Thạch Cẩm
Thạch Cẩm là một xã thuộc huyện Thạch Thành, tỉnh Thanh Hóa, Việt Nam.
Xã Thạch Cẩm có diện tích 33,08 km², dân số năm 2004 là 8465 người, mật độ dân số đạt 256 người/km².